# Neptosternus tricuspis
Neptosternus tricuspis är en skalbaggsart som beskrevs av Guignot 1954. Neptosternus tricuspis ingår i släktet Neptosternus och familjen dykare. Inga underarter finns listade i Catalogue of Life.